# Binokor Taszkent (hokej na lodzie)
Binokor Taszkent (ros. Xokkey klubi Binokor Toshkent, ros. Хоккейный клуб Бинокор Ташкент) – uzbecki klub hokeja na lodzie z siedzibą w Taszkencie.

## Historia
Klub został założony w 1971 jako Spartak Taszkent. Od tego czasu do 1988 zespół Binokoru występował w rozgrywkach hokejowych w ZSRR (Pierwaja Liga i Wtoraja Liga). W 1974 przemianowano nazwę na Binokor. W 2012 nastąpiła reaktywacja klubu.
Do 1988 obiektem klubu był Ledowyj Dworiec „Jubilejnyj”. Do 2013 lodowiskiem Binokoru był Ledowyj Dworiec „Park imienia Furkata”. Od 2019 drużynie służy Humo Arena.

## Sukcesy
- Awans do Pierwej Ligi: 1976, 1985
- Srebrny medal mistrzostw Uzbekistanu: 2019